# Suave Dancer
Suave Dancer (1988-1998) est un cheval de course pur-sang anglais. Il remporte le Prix de l'Arc de Triomphe en 1991.

## Carrière
Élevé par Lillie F. Webb au haras de Xalapa Farm à Paris, dans le Kentucky, Suave Dancer est acquis yearling par Henri Chalhoub sur les conseils de son futur jockey, Cash Asmussen, pour la somme relativement modeste de 45 000 dollars. Envoyé à Chantilly chez John Hammond, le poulain est ménagé à 2 ans, où il ne court qu'une fois, pour un second accessit obtenu dans un maiden. Il se révèle en 1991 par une victoire écrasante (8 longueurs) dans le convoité Prix de Ferrières, puis emprunte le chemin du programme classique pour une année presque parfaite. Il confirme son talent dans le Prix Greffulhe et, s'il se heurte à Cudas dans le Prix Lupin, il remporte sans coup férir le Prix du Jockey-Club, au prix d'une franche accélération typique de son style qui lui permet de devancer Subotica et Cudas. Sacré meilleur 3 ans français, il va affronter le numéro 1 anglais, le Derby-winner Generous, lors du Derby d'Irlande. Il y subit la loi de son contemporain, qui s'impose nettement, par trois longueurs. 
C'est en Irlande également qu'il fait sa rentrée en septembre, dans les Irish Champion Stakes, qu'il remporte brillamment en prélude à une tentative dans le Prix de l'Arc de Triomphe. Dans l'épreuve-reine, si Subotica (Grand Prix de Paris et récent lauréat du Prix Niel) est forfait de dernière minute, il retrouve la terreur Generous (vainqueur entre-temps des King George), l'étonnante Magic Night (Prix Vermeille), l'autre 3 vedette parmi les poulains de trois ans, Pistolet Bleu, et la crème des pur-sangs européens. Tandis que Generous sombre corps et âme, Suave Dancer y fait preuve d'une belle autorité et l'emporte sans discussion, devant Magic Night et Pistolet Bleu. Cette victoire lui vaut le titre de titre de meilleur 3 ans européen de l'année, au nez et à la barbe de Generous, et un rating de 136 chez Timeform (Generous héritant du score exceptionnel de 139 malgré son échec à Longchamp). Resté à l'entraînement à quatre ans, Suave Dancer fait sa rentrée dans le Prix Ganay où il est battu par ses éternels rivaux Subotica et Pistolet Bleu. Ce sera sa dernière course, car il se blesse peu après et prend la route du haras.  
Sa statue de bronze, grandeur nature, réalisée par Philip Blacker et commandée par son propriétaire, figure à l'entrée de l'Hippodrome de Longchamp.  

### Résumé de carrière
| Date         | Hippodrome  | Pays        | Course                    | Statut      | Distance    | jockey      | Place       | Écart       | Vainqueur ou deuxième |
| 1990, 2 ans  | 1990, 2 ans | 1990, 2 ans | 1990, 2 ans               | 1990, 2 ans | 1990, 2 ans | 1990, 2 ans | 1990, 2 ans | 1990, 2 ans | 1990, 2 ans           |
| ------------ | ----------- | ----------- | ------------------------- | ----------- | ----------- | ----------- | ----------- | ----------- | --------------------- |
| 4 novembre   | Saint-Cloud | France      | Prix Dagor                | Maiden      | 1 600 m     | C. Asmussen | 3e / 13     | 2           | Polly's Karos         |
| 1991, 3 ans  |             |             |                           |             |             |             |             |             |                       |
| 6 novembre   | Longchamp   | France      | Prix de Ferrières         | Maiden      | 2 000 m     | C. Asmussen | 1er / 8     | 8           | True Brave            |
| 21 avril     | Longchamp   | France      | Prix Greffulhe            | Gr. 2       | 2 100 m     | C. Asmussen | 1er / 9     | 4           | Beau Sultan           |
| 12 mai       | Longchamp   | France      | Prix Lupin                | Gr. 1       | 2 100 m     | C. Asmussen | 2e / 7      | 3/4         | Cudas                 |
| 2 juin       | Chantilly   | France      | Prix du Jockey-Club       | Gr. 1       | 2 400 m     | C. Asmussen | 1er / 7     | 4           | Subotica              |
| 30 juin      | Curragh     | Irlande     | Irish Derby               | Gr. 1       | 2 000 m     | W. Swinburn | 2e / 6      | 3           | Generous              |
| 14 septembre | Curragh     | Irlande     | Irish Champion Stakes     | Gr. 2       | 2 400 m     | C. Asmussen | 1er / 8     | 4           | Environment Friend    |
| 6 octobre    | Longchamp   | France      | Prix de l'Arc de Triomphe | Gr. 1       | 2 400 m     | C. Asmussen | 1er / 14    | 2           | Magic Night           |
| 1992, 4 ans  |             |             |                           |             |             |             |             |             |                       |
| 3 mai        | Longchamp   | France      | Prix Ganay                | Gr. 1       | 2 000 m     | C. Asmussen | 3e / 7      | 3           | Subotica              |

## Au haras
Acquis pour moitié par les haras nationaux anglais, Suave Dancer y effectue quelques saisons de monte avant de faire la navette entre l'Europe et l'Australie. C'est aux antipodes qu'il trouve la mort, en décembre 1998, frappé par la foudre dans son pré. 
Il eut tout de même le temps de donner quelques bons éléments, tels Volvoreta (Prix Vermeille, 2e Prix de Diane, 3e de l'Arc), Compton Admiral (Eclipse Stakes) et Execute (Prix Ganay).

## Origines
Suave Dancer est un fils Green Dancer, l'un des ténors de sa génération (Poule d'Essai des Poulains, Racing Post Trophy, Prix Lupin), et reproducteur de premier plan, tête de liste des étalons en France en France en 1991. Sa progéniture s'est illustrée en Europe, aux États-Unis et au Japon. C'est en outre un excellent père de mères.

Côté maternel, Suave Dancer se recommande de sa mère, Suavite, qui se plaça dans un groupe 3.

### Pedigree
| Origines de Suave Dancer (USA), mâle bai né en 1988 | Origines de Suave Dancer (USA), mâle bai né en 1988 | Origines de Suave Dancer (USA), mâle bai né en 1988 | Origines de Suave Dancer (USA), mâle bai né en 1988 |
| --------------------------------------------------- | --------------------------------------------------- | --------------------------------------------------- | --------------------------------------------------- |
| Père Green Dancer                                   | Nijinsky                                            | Northern Dancer                                     | Nearctic                                            |
| Père Green Dancer                                   | Nijinsky                                            | Northern Dancer                                     | Natalma                                             |
| Père Green Dancer                                   | Nijinsky                                            | Flaming Page                                        | Bull Page                                           |
| Père Green Dancer                                   | Nijinsky                                            | Flaming Page                                        | Flaring Top                                         |
| Père Green Dancer                                   | Green Valley                                        | Val de Loir                                         | Vieux Manoir                                        |
| Père Green Dancer                                   | Green Valley                                        | Val de Loir                                         | Vali                                                |
| Père Green Dancer                                   | Green Valley                                        | Sly Pola                                            | Spy Song                                            |
| Père Green Dancer                                   | Green Valley                                        | Sly Pola                                            | Ampola                                              |
| Mère Suavite                                        | Alleged                                             | Hoist the Flag                                      | Tom Rolfe                                           |
| Mère Suavite                                        | Alleged                                             | Hoist the Flag                                      | Wavy Navy                                           |
| Mère Suavite                                        | Alleged                                             | Pincess Pout                                        | Prince John                                         |
| Mère Suavite                                        | Alleged                                             | Pincess Pout                                        | Determined Lady                                     |
| Mère Suavite                                        | Guinevere's Folly                                   | Round Table                                         | Princequillo                                        |
| Mère Suavite                                        | Guinevere's Folly                                   | Round Table                                         | Knight's Daughter                                   |
| Mère Suavite                                        | Guinevere's Folly                                   | Lodge                                               | Bold Lad                                            |
| Mère Suavite                                        | Guinevere's Folly                                   | Lodge                                               | Little Hut (famille 4-r)                            |